# Средњовековно утврђење Железник
Средњовековно утврђење Железник су остаци средњовековног града, око два километра изван села, крај пута који из Миљковца води у Церје. Као непокретно културно добро имају статус споменика културе.

## Археологија
Очувани су делимично остаци западног и јужног зида утврђења, а готово у првобитној висини зидови вишеспратне куле, изграђеној на највишој стени стени врха ове чуке. Од куле је сачуван у потпуности северни и источни зид. У зидовима куле сачуване су оригиналне дрвене греде сантрача. Зидови утврђења грађени су од ломљеног и притесаног камена у кречном малтеру. Мештани овај средњовековни град називају Кула, док се у изворима XIX века помиње као Железник.
Са јужне стране Железника налази се локалитет Градиште, како мештани називају једно узвишење са стеновитом стрмом литицом на левој страни Топоничке реке. Народна традиција везује Градиште са Железником причом о прелажењу изнад реке преко разапетог платна. На Градишту има видљивих остатака цркве и утврђења из VI века.
Средњовековно утврђење Железник се не помиње у историјским изворима. Настало је, свакако, у другој половини XIV века, када је Ниш припадао Србији кнеза Лазара Хребељановића (1371—1389). Утврђење се помиње у изворима тек у XIX веку. Сачуван је запис на маргини црквене књиге Пентикостар о буни 16 нишких села противу Турака, почетком 1835. године, и сукобу код Железника. Запис гласи ‘’16. јануара 1835 године беше се на Железник".
Аустријски путописац и археолог Феликс Каниц наводи за утврђење Железник и назив Железна врата, која су била на улазу у долину Сврљишког Тимока. Дакле, утврђење Железник, односно Железна врата, чувало је пролаз из области Ниша у Сврљишку долину, и обратно.

## Споменик културе
Остаци средњовековног града Железник стављени су 1986. године под заштиту закона.